# يعيش هايدوك
يعيش هايدوك Hayduke Lives! هي رواية كتبها إدوارد آبي عام 1989، وهي تكملة للرواية الشهيرة "عصابة المفتاح الإنجليزي" The Monkey Wrench Gang.
نشرت الرواية بعد وفاته في عام 1990 غير مكتملة، بسبب أن آبي لم يراجعها قبل وفاته.

## ملخص
تسرد الرواية عودة جورج واشنطن هايدوك إلى صحاري جنوب يوتا وشمال أريزونا، حيث يواصل أعمال التخريب التي بدأها في رواية "عصابة المفتاح الإنجليزي" تحت أسماء مستعارة عديدة، مثل البارون الأخضر وفريد غودسيل. ويظهر كيموسابي "Kemosabe" الغامض (بطل من رواية آبي الأولى "راعي البقر الشجاع" The Brave Cowboy مرة أخرى أيضًا، حيث يأتي لمساعدة هايدوك بعد هروبه من المجموعة.
في نهاية الرواية يجمع المؤلف آبي هايدوك مع الأبطال الخارجين عن القانون في عصابة مانكي رينتش بينما يخططون لتدمير أكبر حفار متحرك في العالم (محرك أرضي عملاق، يُطلق عليه أيضًا GEM أو جالوت، يستخدم للتعدين السطحي) أثناء مكافحة أسقف مورموني يحركه الجشع في محاولة أخرى لإبعاد الجنوب الغربي الأمريكي من التنمية. وينتقل السرد عدة مرات بين الشخصيات التي أهملها الكتاب السابق، بما في ذلك الأسقف لوف، وزوجات سيلدوم سين سميث وعملاء مكتب التحقيقات الفيدرالي الذين تم إرسالهم لإنهاء التخريب.